# Agía Triáda (Réthymnon)
Agía Triáda, en grec moderne : Αγία Τριάδα, est un village du dème de Réthymnon, en Crète, en Grèce. Selon le recensement de 2011, la population d'Agía Triáda compte 62 habitants. Le village est situé à une altitude de 200 m et à une distance de 11 km à l'est de Réthymnon.

## Recensements de la population
| Recensements | 1900 | 1920 | 1928 | 1940 | 1951 | 1961 | 1971 | 1981 | 1991 | 2001 | 2011 |
| ------------ | ---- | ---- | ---- | ---- | ---- | ---- | ---- | ---- | ---- | ---- | ---- |
| Population   | 24   | -    | 93   | 104  | 106  | 79   | 60   | 55   | -    | 37   | 62   |